# FC Wageningen
Der FC Wageningen war ein niederländischer Fußballklub mit Sitz in der Gemeinde Wageningen in der Provinz Gelderland.

## Geschichte
Der Verein wurde im Jahr 1978 gegründet als die Profi-Mannschaft der Fußballer aus dem WVV Wageningen ausgegliedert wurde. Die Mannschaft war hier bereits zur Saison 1974/75 in die Eredivisie aufgestiegen, als Tabellenletzter jedoch sofort wieder runter gegangen. Somit startete der neue Verein mit seiner Mannschaft in der Eerste Divisie. Zur Saison 1980/81 gelang erneut der Aufstieg in die höchste Liga aber auch hier gelang es nicht sich länger als über eine Spielzeit im niederländischen Oberhaus zu halten. In den folgenden Jahren kam man aus der zweiten Spielklasse nicht mehr hinaus.
Schon von Anfang an kam es stets zu finanziellen Schwierigkeiten. Auch ein Sponsoring des Schuhhändlers Schoenenreus genügte hier nicht, da dieser später selbst in die finanzielle Schieflage geriet. Trotz einer versuchten Tilgung der Schulden seitens des Klubs, wollte die Gemeinde diesem keinen Kredit geben und auch der KNVB half nicht aus. Somit meldete der Klub im Jahr 1992 Konkurs an und wurde aufgelöst. Bis heute existiert der WVV Wageningen aber weiter und spielt in den unteren Amateurspielklassen.

## Galerie

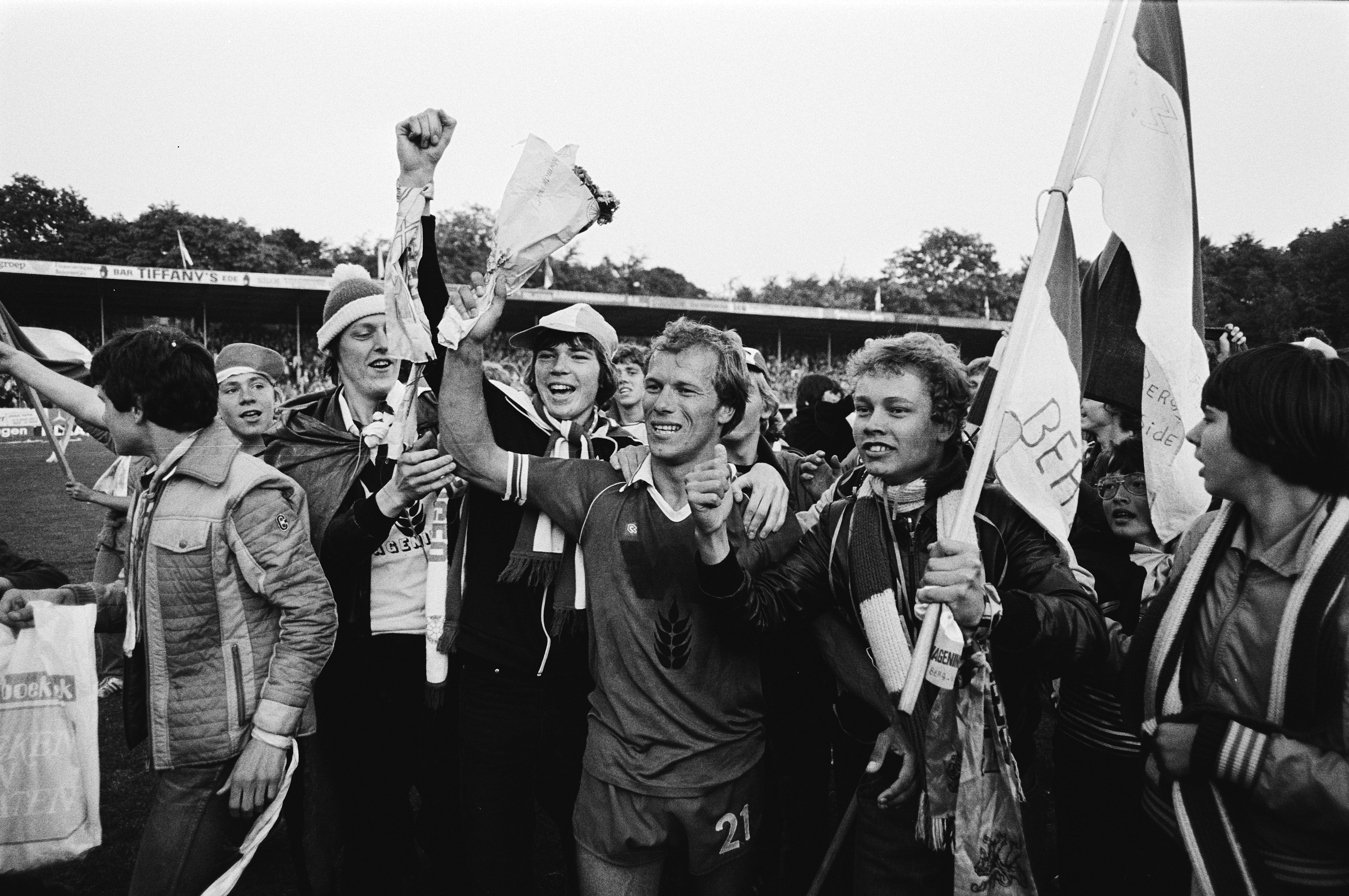
Aufstiegsfeier nach der Saison 1979/80
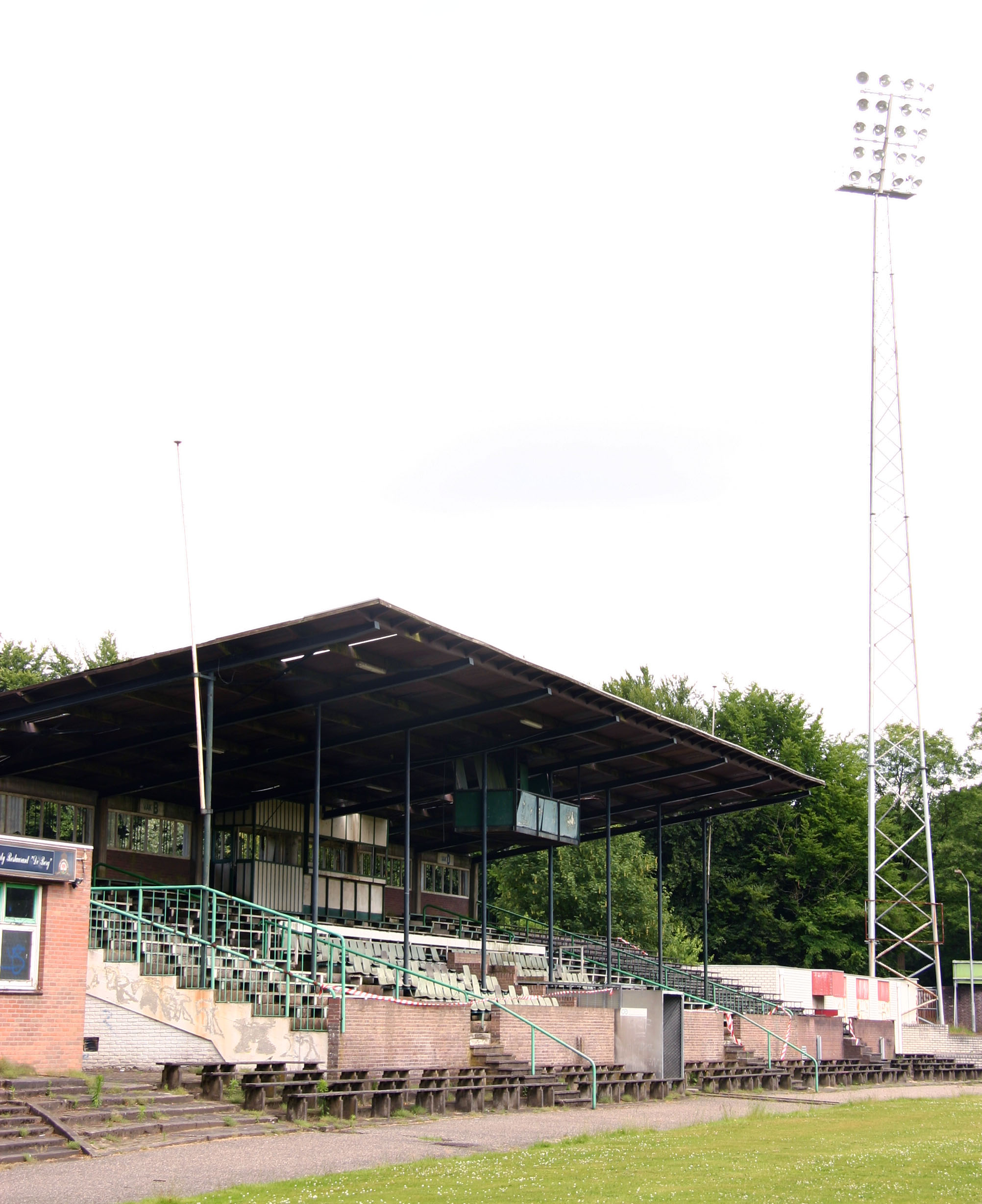
Stadion im September 2009
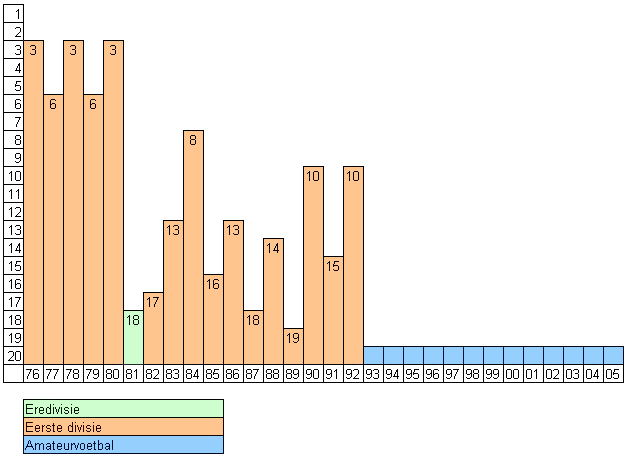
Ligazugehörigkeit im Verlauf ab 1976

## Bekannte Persönlichkeiten

### Spieler
- Martin Haar (1989)
- Hans Vonk (1991–1992)

### Trainer
- Nol de Ruiter (1980–1982)
- Piet Schrijvers (1987–1989)